# Ceromanzia

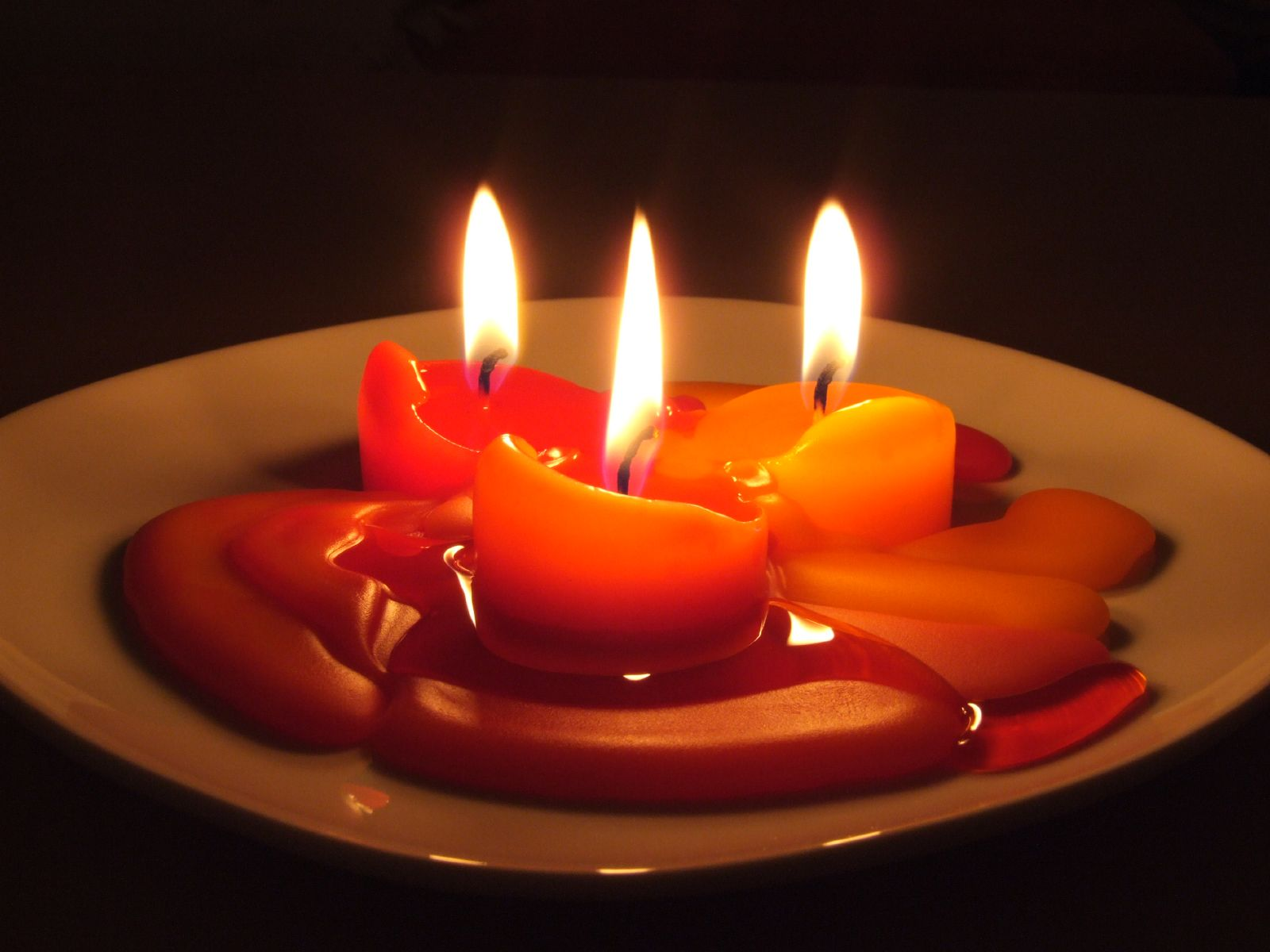

La ceromanzia è un sistema antico e ampiamente praticato di divinazione che si affida alla cera sciolta in una coppa di ottone. La cera calda era versata lentamente in un altro recipiente colmo d'acqua fredda; quando la cera veniva 
a contatto con l'acqua si rapprendeva in svariate forme, che venivano interpretate dal veggente. 
Nel corso dei secoli furono registrate tutte le rappresentazioni più comuni, dando vita a un codice che chiunque poteva apprendere. In seguito lo stesso metodo fu applicato alla tasseomanzia, la lettura delle foglie di tè.